# Пешкова, Галина Александровна
Галина Александровна Пешкова (10 декабря 1930 — 13 апреля 2018) — советская и российская учёный, флорист и геоботаник, профессор, доктор биологических наук.

## Биография
В 1952 году окончила с отличием биолого-почвенный факультет Иркутского государственного университета. После окончания университета работала в лаборатории флоры и растительных ресурсов Отдела биологии Восточно-Сибирского филиала АН СССР (с 1966 года — СИФИБР).
В 1961 году защитила кандидатскую диссертацию «Степная растительность Приангарья» (научный руководитель — Л. И. Номоконов). В 1974 году защитила докторскую диссертацию по монографии «Степная флора Байкальской Сибири» (1972).
В 1979 году переехала вместе с лабораторией в Новосибирск, которая была переименована в лабораторию систематики высших сосудистых растений и флорогенетики Центрального сибирского ботанического сада СО РАН. Принимала участие в составлении и редакции региональных монографий «Флора Центральной Сибири» (1979), «Флора Сибири» (1987—1997).
Умерла в Новосибирске. Похоронена на Южном кладбище (квартал 26).

## Избранные труды
Автор 150 научных публикаций.
- Степная флора Байкальской Сибири. — М., 1972. — 207 с.
- Нуждаются в охране. Редкие и исчезающие растения Центральной Сибири. — Новосибирск, 1979. — 174 с. (совместно с Л. И. Малышевым)
- Особенности и генезис флоры Сибири (Предбайкалье и Забайкалье). — Новосибирск, 1984. — 265 с. (совместно с Л. И. Малышевым)
- Растительность Приангарской степи. — Иркутск, 1984. — 198 с. (совместно с Л. И. Номоконовым, М. В. Фроловой)
- Растительность Сибири (Предбайкалье и Забайкалье). — Новосибирск, 1985. — 145 с.
- Флорогенетический анализ степной флоры гор Южной Сибири. — Новосибирск, 2001. — 192 с.
- Даурская лесостепь (состав, особенности, генезис). — Барнаул, 2010. — 146 с.

## Растения, названные именем Г. А. Пешковой
- Peschkovia (Tzvelev) Tzvelev (2006)
- Agropyron peschkovae Tzvelev (2009)
- Agrostis peschkovae Enustsch. (2010)
- Elymus peschkovae Tzvelev (2008)
- Oxytropis peschkovae Popov (1957) — Остролодочник Пешковой